# Комплекс бога
Комплекс бога — непохитне переконання, яке характеризується завищеними відчуттями особистих здібностей, привілеїв або непогрішності. Людина з комплексом бога схильна відмовлятися визнавати свої помилки або невдачі, навіть за наявності незаперечних доказів. Така людина зазвичай має високий рівень догматичності щодо своїх поглядів — іншими словами, говорить про свої особисті погляди, як про безперечно правильні. Деякі люди з комплексом бога можуть ігнорувати правила і вимоги суспільства, вимагаючи спеціальних привілеїв.
Комплекс Бога не є клінічним терміном або захворюванням і не входить до діагностичного та статистичного посібника з психічних розладів (DSM).
Першим, хто використовував термін «комплекс бога», був Ернест Джонс (1913—1951). На сторінках «Нариси прикладного психоаналізу» він описує його як віру людини в те, що вона є богом.

## Комплекс Єгови
Комплекс Єгови — схожий термін, що використовується в аналітичній психології для опису неврозу егоїстичної самоінфляції. Використовується, крім іншого, в психоаналітичних текстах з психоісторії та біографії. Наприклад, Фріц Вітелс використовував цей термін відносно Зигмунда Фрейда в біографії 1924 року. Г. Е. Барнс використовував цей термін відносно Джорджа Вашингтона і Ендрю Джексона.